# Qualificazioni al campionato mondiale di calcio 2006 - UEFA (gruppo 5)

## Classifica
| Squadra     | Pt | G  | V | N | P | GF | GS | DR  |
| ----------- | -- | -- | - | - | - | -- | -- | --- |
| Italia      | 23 | 10 | 7 | 2 | 1 | 17 | 8  | +9  |
| Norvegia    | 18 | 10 | 5 | 3 | 2 | 12 | 7  | +5  |
| Scozia      | 13 | 10 | 3 | 4 | 3 | 9  | 7  | +2  |
| Slovenia    | 12 | 10 | 3 | 3 | 4 | 10 | 13 | -3  |
| Bielorussia | 10 | 10 | 2 | 4 | 4 | 12 | 14 | -2  |
| Moldavia    | 5  | 10 | 1 | 2 | 7 | 5  | 16 | -11 |

## Risultati
| Arbitro: | Alain Sars |

|                      |           |          |
| De Rossi 4’ Toni 80’ | Marcatori | 1’ Carew |

| Arbitro: | Jouni Hyytiä |

|                       |           |  |
| Ačimovič 5’, 27’, 48’ | Marcatori |  |

| Arbitro: | Michal Beneš |

|  |           |               |
|  | Marcatori | 32’ Del Piero |

| Arbitro: | António Manuel Almeida Costa |

|            |           |             |
| Riseth 39’ | Marcatori | 78’ Kutuzaŭ |

| Glasgow 8 settembre 2004 | Scozia          | 0 – 0 referto | Slovenia | Hampden Park (38.278 spett.)\| Arbitro: \| Claus Bo Larsen \| |
| Arbitro:                 | Claus Bo Larsen |               |          |                                                               |

| Arbitro: | Frank De Bleeckere |

|           |           |  |
| Cesar 82’ | Marcatori |  |

| Arbitro: | Paul Allaerts |

|  |           |             |
|  | Marcatori | 54’ Iversen |

| Arbitro: | Selçuk Dereli |

|                                                        |           |  |
| Amel'jančuk 45’ Kutuzaŭ 65’ Bulyga 75’ Ramaščanka 90+’ | Marcatori |  |

| Arbitro: | Carlos Megía Dávila |

|                                                  |           |                                |
| Totti 27’ (rig.), 74’ De Rossi 33’ Gilardino 86’ | Marcatori | 53’, 89’ Ramaščanka 77’ Bulyga |

| Arbitro: | Valentin Valentinovič Ivanov |

|                                    |           |  |
| Carew 7’ Pedersen 60’ Ødegaard 90’ | Marcatori |  |

| Arbitro: | Kristinn Jakobsson |

|          |           |              |
| Dadu 28’ | Marcatori | 32’ Thompson |

| Arbitro: | Kyros Vassaras |

|                |           |  |
| Pirlo 35’, 85’ | Marcatori |  |

| Chișinău 30 marzo 2005 | Moldavia      | 0 – 0 referto | Norvegia | Stadionul Republican (6000 spett.)\| Arbitro: \| Florian Meyer \| |
| Arbitro:               | Florian Meyer |               |          |                                                                   |

| Arbitro: | Khalil Al Ghamdi |

|           |           |            |
| Rodić 44’ | Marcatori | 49’ Kul'čy |

| Oslo 4 giugno 2005 | Norvegia                       | 0 – 0 referto | Italia | Ullevaal Stadion (24829 spett.)\| Arbitro: \| Manuel Enrique Mejuto González \| |
| Arbitro:           | Manuel Enrique Mejuto González |               |        |                                                                                 |

| Arbitro: | Frederik Braamhaar |

|                         |           |  |
| Dailly 53’ McFadden 88’ | Marcatori |  |

| Arbitro: | Martin Hansson |

|                |           |         |
| Bjal'kevič 18’ | Marcatori | 17’ Čeh |

| Minsk 8 giugno 2005 | Bielorussia          | 0 – 0 referto | Scozia | Stadio Dinamo di Minsk (28287 spett.)\| Arbitro: \| Olegário Benquerença \| |
| Arbitro:            | Olegário Benquerença |               |        |                                                                             |

| Arbitro: | Ľuboš Micheľ |

|            |           |            |
| Miller 12’ | Marcatori | 75’ Grosso |

| Arbitro: | Luis Medina Cantalejo |

|                         |           |                                     |
| Cimirotič 4’ Žlogar 81’ | Marcatori | 3’ Carew 24’ Lundekvam 90’ Pedersen |

| Arbitro: | Laurent Duhamel |

|                   |           |  |
| Rogaciov 17’, 49’ | Marcatori |  |

| Arbitro: | Alain Hamer |

|          |           |                 |
| Årst 89’ | Marcatori | 21’, 31’ Miller |

| Arbitro: | Yuri Baskakov |

|              |           |                       |
| Rogaciov 34’ | Marcatori | 57’ Lavrič 57’ Mavrič |

| Arbitro: | René Temmink |

|            |           |                                  |
| Kutuzaŭ 4’ | Marcatori | 6’, 14’, 55’ Toni 45’ Camoranesi |

| Arbitro: | Éric Poulat |

|              |           |  |
| Zaccardo 77’ | Marcatori |  |

| Arbitro: | Stephen Graham Bennett |

|               |           |  |
| Rushfeldt 49’ | Marcatori |  |

| Arbitro: | Szabó Zsolt |

|  |           |            |
|  | Marcatori | 4’ Kutuzaŭ |

| Arbitro: | Olegário Benquerença |

|                         |           |            |
| Vieri 71’ Gilardino 85’ | Marcatori | 76’ Gațcan |

| Arbitro: | Konrad Plautz |

|  |           |             |
|  | Marcatori | 74’ Helstad |

| Arbitro: | René Temmink |

|  |           |                                      |
|  | Marcatori | 4’ Fletcher 47’ McFadden 84’ Hartley |